# Jade Labeste
Jade Labeste, née à Reims le 22 avril 1995, est une actrice française.

## Biographie
Jade Labeste est née à Reims et a grandi en Bourgogne. Elle choisit l’option « Danse/Théâtre » au Lycée Européen Charles de Gaulle de Dijon. Montée sur Paris, elle intègre le cycle long de l' École du Jeu en 2014 avant d’être admise en 2017 au Conservatoire national supérieur d'art dramatique. Le fonds de dotation Porosus, créé par la famille Lacoste, soutiendra son cursus. 

### Carrière
Elle commence sa carrière cinématographique en 2017 par le rôle de Marion, dans le film de Fabienne Godet Nos vies formidables. 
Elle fait, la même année, une incursion dans Volontaire, deuxième long métrage d’Hélène Fillières.
En 2018, elle tient le rôle principal du clip Mauvais Présage réalisé par Simon Noizat pour le groupe Requin Chagrin parrainé par Indochine.
Vincent Zulawski la fait jouer dans Heurte, son premier court métrage, présenté au Festival d'Angoulême 2020.
Elle se prête également à l’exercice du doublage, entre autres pour Anna, la série Arte réalisée par Niccolò Ammaniti en 2021.
Au début de cette même année, Patrice Leconte la choisit pour interpréter Betty, premier rôle féminin de son film Maigret.
Toujours en 2021 elle tourne sous la direction de Katell Quillévéré et Hélier Cisterne dans leur série Le Monde de demain, pour Arte/Netflix.
Elle est aussi présente dans Annie Colère de Blandine Lenoir.

## Filmographie

### Cinéma

#### Longs métrages
- 2017 : Nos vies formidables de Fabienne Godet : Marion
- 2017 : Volontaire d’Hélène Fillières : L’aspirante
- 2019 : Le Sel des larmes de Philippe Garrel : L’infirmière
- 2022 : Maigret de Patrice Leconte : Betty
- 2022 : Annie colère de Blandine Lenoir : la femme soulagée
- 2024 : Sarah Bernhardt, la Divine[8] de Guillaume Nicloux : Nadine

### Télévision

#### Séries télévisées
- 2022 : Le Monde de demain de Katel Quillévéré et Hélier Cisterne: Jen
- 2023 : Franklin de Tim Van Patten

### Clip
- 2018 : Requin chagrin : Mauvais Présage

## Doublage
- 2024 : Argylle : Li Na (Jing Lusi (en))

## Théâtre
- 2017 : Lac de Jean Echenoz, mise en scène de Robin Renucci, Centre Pompidou[9]
- 2018 : Nouvelles du plateau S d’Oriza Hirata, mise en scène de Guillaume Vincent, Théâtre du Conservatoire national supérieur d'art dramatique
- 2018 : La Nuit de Madame Lucienne de Copi, Théâtre du Conservatoire national supérieur d'art dramatique
- 2019 : Les Visionnaires de Desmarets de Saint-Sorlin, mise en scène de Nada Strancar, Théâtre du Conservatoire national supérieur d'art dramatique[10]
- 2019 : Les Sincères de Marivaux, mise en scène de Nada Strancar, Théâtre du Conservatoire national supérieur d'art dramatique
- 2019 : Trois fois quatre d’Anton Tchekhov, mise en scène d’Alain Françon, Théâtre du Conservatoire national supérieur d'art dramatique
- 2020 : N'ayez pas peur de François Cervantès, Théâtre du Conservatoire national supérieur d'art dramatique
- 2020 : Quoi ? Rien d’Anton Tchekhov, mise en scène Collectif Tg Stan